# Los Angeles Sol
Los Angeles Sol bildades 2007 och är ett fotbollslag baserat i Los Angeles-förorten Carson i Kalifornien, USA.
Laget spelade 2009 i Women's Professional Soccer. Den 28 januari 2010 försattes klubben i konkurs och upplöstes. 